# 汉斯-于尔根·法伊尔
汉斯-于尔根·法伊尔（德語：Hans-Jürgen Veil，1946年12月2日—），德国男子摔跤运动员。他曾代表西德参加1972年和1976年夏季奥林匹克运动会摔跤比赛，其中1972年奥运会获得一枚银牌。